# Jaderná elektrárna Buyende
Jaderná elektrárna Buyende je plánovaná jaderná elektrárna v Ugandě. Nacházet se bude poblíž města Buyende ve stejnojmenném okrese, asi 150 kilometrů severně od Kampaly. Bude se jednat o první jadernou elektrárnu v zemi. Projekt je součástí programu „Vision 2040“, jehož součástí je vybudovat jaderné elektrárny o celkovém výkonu 24 000 MW. Dílo vybuduje společnost KHNP a po dokončení bude obsahovat šest tlakovodních reaktorů APR1400. Celkový výkon elektrárny bude činit až 8400 MW. Spuštění prvního bloku se očekává v roce 2031 a do roku 2040 by výkon jaderných elektráren měl dosahovat zhruba 2000 MW.

## Historie a technické informace

### Počátky
Když země v roce 2004 objevila ložiska uranu, prozatím se neplánovalo, že by mohl být využíván k získávání energie. Poprvé bylo zvažováno vybudovat v zemi jadernou elektrárnu v roce 2006. Tehdy Uganda zřídila v rámci Ministerstva energetiky a rozvoje nerostných surovin jednotku pro plánování jaderné energie v zemi. V roce 2008 byl učiněn významný krok k využití jaderné energie přijetím zákona o atomové energii. Tento zákon nejen zřídil Radu pro atomovou energii, ale také jí poskytl komplexní mandát. Rada má za úkol regulovat mírové využití ionizujícího záření, zajistit ochranu a bezpečnost jednotlivců, společnosti a životního prostředí před nebezpečími spojenými s ionizujícím zářením. Kromě toho dohlíží na výrobu a používání zdrojů záření a nakládá s radioaktivním odpadem. Rada je také odpovědná za zajištění dodržování mezinárodních bezpečnostních požadavků na používání ionizujícího záření, radiační ochranu a bezpečnost radioaktivních zdrojů.

### Plánování
V roce 2016 bylo rozhodnuto zahájit studie proveditelnosti výstavby jaderné elektrárny. V červnu 2017 Uganda uzavřela významnou dohodu s Ruskou státní korporací pro atomovou energii Rosatom, po níž v květnu 2018 následovala další klíčová spolupráce s Čínskou národní jadernou korporací (CNNC). Prozatím však ale nedošlo k žádné dohodě o výstavbě jaderné elektrárny, pouze k rámcové dohodě o případné spolupráci. Později došlo také k obdobné dohodě se Spojenými státy a Jižní Koreou.
V roce 2021 byl projekt schválen Mezinárodní agenturou pro atomovou energii. V roce 2023 vláda Ugandy oznámila, že do roku 2031 plánuje provozovat prvních zhruba 1000 MW výkonu z jaderné elektrárny. V březnu 2023 podepsala KHNP memorandum o porozumění s ugandským ministerstvem energetiky a rozvoje nerostných surovin o spolupráci v oblasti jaderné energie. Bylo stanoveno, že 30 % prací na projektu Buyende bude zadáno ugandským společnostem, což zajistí místní účast.
Dne 4. června 2025 byl podepsán kontrakt mezi Ministerstvem energetiky a rozvoje nerostných surovin Ugandy a KHNP ohledně vyhodnocení lokality Buyende. Mezi alternativní lokality se řadí Nakasongola, Kiruhura, Lamwo Sembabule a Kasanda. Elektrárna je plánována na vrcholu kopce Kasaato o rozloze přibližně 30,1 kilometrů čtverečních. Toto vyhodnocování má trvat 26 měsíců.
Výstavba jaderné elektrárny Buyende vyžaduje přemístění obyvatel z 11 vesnic. Vláda sice zahájila akční plán pro přesídlení, který má tento problém řešit, ale projekt se setkal s odporem místních obyvatel, kteří uvádějí nedostatečné povědomí, nedostatečné konzultace a nejistoty ohledně odškodnění. Vládní úředníci ujistili, že proces přesídlení bude v souladu s právními rámci a bude usilovat o transparentnost a spravedlivost.

### Financování
Země zvažuje určitou část projektu zaplatit pomocí úvěrů a část z vlastního státního rozpočtu. Pokud jde o kapitálové investice, předběžné odhady projektu o dvou blocích odhadují částku kolem 9 miliard amerických dolarů, ale tato částka by se mohla v důsledku inflace a měnící se finanční situace zvýšit.
Ugandské plány v oblasti jaderné energie vzbudily zájem i za jejími hranicemi. Další africké země, včetně Keni, Rwandy, Etiopie a Tanzanie a několik dalších zemí zvažují jadernou energii jako životaschopnou alternativu pro výrobu energie a generování příjmů.

## Informace o reaktorech
| Reaktor   | Typ reaktoru | Výkon | Výkon   | Zahájení výstavby | Připojení k síti | Uvedení do provozu | Uzavření |
| Reaktor   | Typ reaktoru | Čistý | Hrubý   | Zahájení výstavby | Připojení k síti | Uvedení do provozu | Uzavření |
| --------- | ------------ | ----- | ------- | ----------------- | ---------------- | ------------------ | -------- |
| Buyende-1 | APR1400      |       | 1400 MW |                   |                  | 2031               |          |
| Buyende-2 | APR1400      |       | 1400 MW |                   |                  |                    |          |
| Buyende-3 | APR1400      |       | 1400 MW |                   |                  |                    |          |
| Buyende-4 | APR1400      |       | 1400 MW |                   |                  |                    |          |
| Buyende-5 | APR1400      |       | 1400 MW |                   |                  |                    |          |
| Buyende-6 | APR1400      |       | 1400 MW |                   |                  |                    |          |